# Rijkevoort
Rijkevoort (dialect: Riekevort) is een kerkdorp in de Nederlandse provincie Noord-Brabant. Op 1 januari 2023 telde het dorp 1.695 inwoners, verdeeld over 692 woningen, met een gemiddelde WOZ-waarde van € 395.000, op een oppervlakte van 12,04 km².
Tot 1942 vormde Rijkevoort samen met Beugen de gemeente Beugen en Rijkevoort. Deze gemeente werd toen gesplitst en Rijkevoort werd bij de gemeente Wanroij gevoegd. Sinds de gemeentelijke herindeling van 1 januari 1994 behoort het grootste deel van Rijkevoort tot de gemeente Boxmeer. De buurtschap Rijkevoort-De Walsert werd toen echter bij de gemeente Sint Anthonis gevoegd. Sinds 1 januari 2022 maakt Rijkevoort deel uit van de gemeente Land van Cuijk.

## Toponymie
De naam Rijkevoort bestaat uit twee gedeelten. 'Voort' betekent 'doorwaadbare plaats' en 'rijk' is waarschijnlijk afgeleid van 'Rijt', dat 'waterloop' betekent.

## Geschiedenis
Van oorsprong is Rijkevoort een agrarische ontginningsnederzetting die gesticht werd vanuit Beugen. De omgeving was aanvankelijk moerassig. Veldnamen als: Walsertse Broek, Papenvoortse Broek, Laageindse Broek, Hoogeindse Broek en Rijkevoortse Broek herinneren hier aan. Het betreft relatief laaggelegen gebieden ten oosten van de hogergelegen Peel.
De oudste vermelding van Rijkevoort stamt uit 1487.

## Sint-Rochuskerk
Zie: Sint-Rochuskerk

## Windmolen
Midden in het dorp staat de stellingmolen Luctor et Emergo uit 1901.

## Klooster
In 1924 kwamen de Missiezusters van het Kostbaar Bloed naar Rijkevoort. Er hebben op het hoogtepunt van het klooster zo'n 47 zusters gewoond. Omstreeks 2000 vertrokken de laatste zusters, die allen een hoge leeftijd hadden bereikt, naar Tienray. Hun sobere kloostergebouw is nog in Rijkevoort te vinden.

## Natuur en landschap
De Sint Anthonisloop, een gekanaliseerde zijtak van de Lage Raam, loopt door het centrum van het dorp. Ten zuiden van het dorp stroomt de Lage Raam. Deze waterlopen verzorgen de afwatering van de voormalige broekgebieden die alle ontgonnen zijn tot landbouwgebied op een paar stroken geboomte langs de waterlopen na.

## Verenigingen
| Sport  | Faciliteiten     | Vereniging |
| ------ | ---------------- | ---------- |
| Tennis | 4 kunstgrasbanen | TeVeR      |

Voetbalclub Toxandria, volleybalclub Luctor en tennisvereniging TeVeR zijn verenigingen uit Rijkevoort. De volleybalclub is gefuseerd met de clubs uit Beugen en Oeffelt onder de naam Vocala. De voetbalclub, alsmede verschillende andere organisaties van (katholiek) verenigingsleven die grotendeels in de loop van de geschiedenis weer verdwenen, werd opgericht door meester Gerard van den Berg, hoofd van de jongensschool in Rijkevoort. Naar hem werd, in het centrum van Rijkevoort, het Meester van den Bergplein genoemd.
- Damesgymclub Rijkevoort
- Ruitersportvereniging OBK (opgericht in 1933)
- Tennisvereniging TeVeR
- Toneelvereniging Toverij (opgericht in 1984)
- Voetbalvereniging VV Toxandria (opgericht in 1931)
- Volleybalvereniging: Recreanten volleybalclub Rijkevoort
- Vrouwenvereniging Vrouw Actief Rijkevoort

## Heemkundekring
Zoals in vele dorpen en steden heeft Rijkevoort ook een Heemkundekring welke is geheten, Heemkundevereniging Rieckevorts Heem, die een eigen website heeft.

## Knooppunt Rijkevoort
Het knooppunt Rijkevoort, die de autosnelwegen A73 en A77 met elkaar verbinden, is naar deze plaats vernoemd.

## Nabijgelegen kernen
Haps, Beugen, Boxmeer, Sint Anthonis, Wanroij, Landhorst